# Castellnou de Seana
Castellnou de Seana ist eine katalanische Gemeinde (municipio) mit 723 Einwohnern (Stand: 2024) in der Provinz Lleida im Nordosten Spaniens. Sie gehört zur Comarca Pla d’Urgell. 
1935 wurde die Siedlung Vila-sana aus Castellnou de Seana herausgelöst und eigenständige Gemeinde. 

## Geographische Lage
Castellnou de Seana liegt etwa 27 Kilometer östlich von Lleida in einer Höhe von ca. 270 m. Im Süden der Gemeinde führt die Autovía A-2 entlang.

## Bevölkerungsentwicklung
| 1900 | 1930 | 1950 | 1970 | 1981 | 1991 | 2001 | 2011 | 2021 |
| ---- | ---- | ---- | ---- | ---- | ---- | ---- | ---- | ---- |
| 1160 | 1615 | 1038 | 904  | 811  | 748  | 713  | 745  | 692  |

## Sehenswürdigkeiten

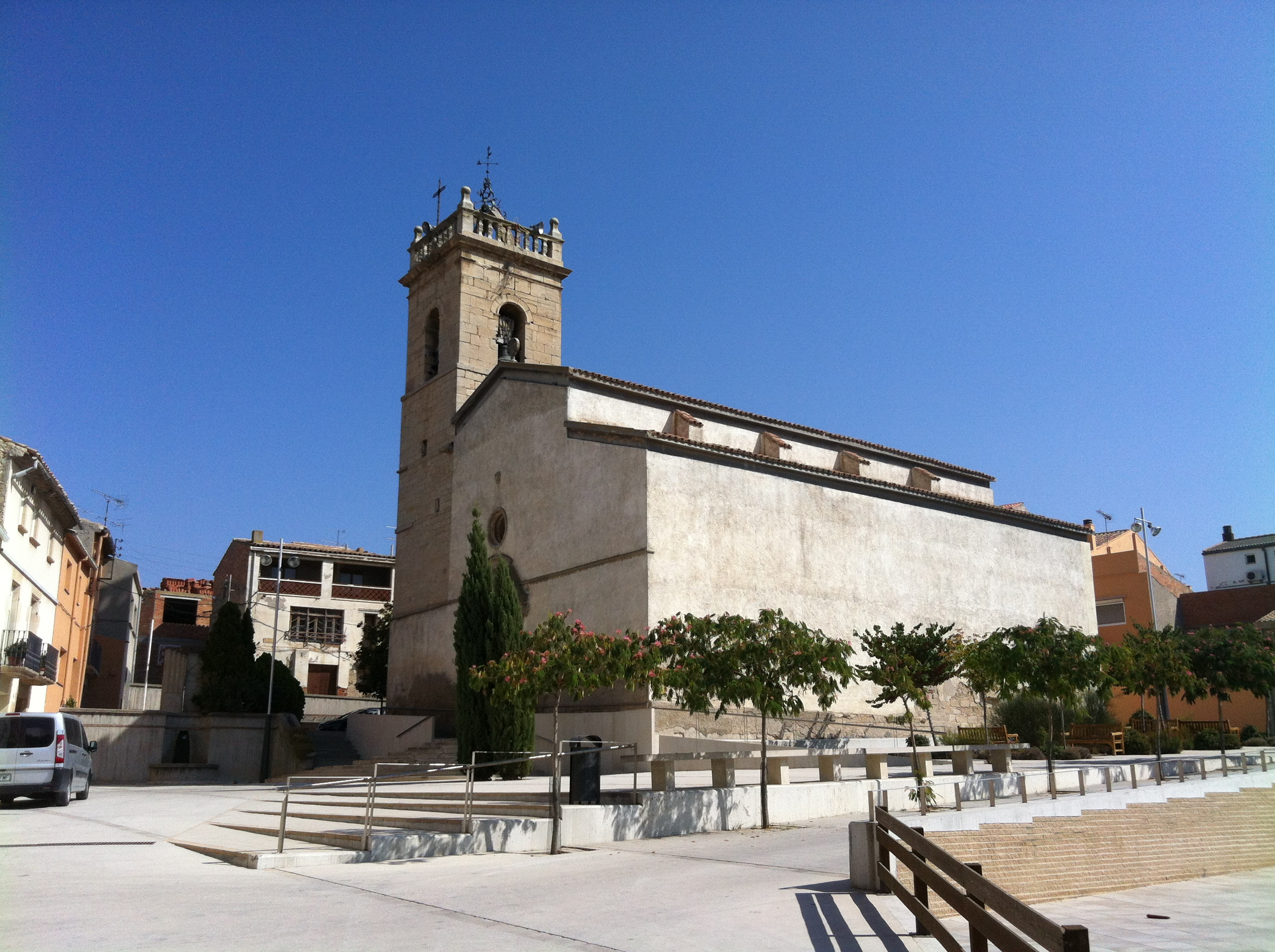
Johannes-der-Täufer-Kirche
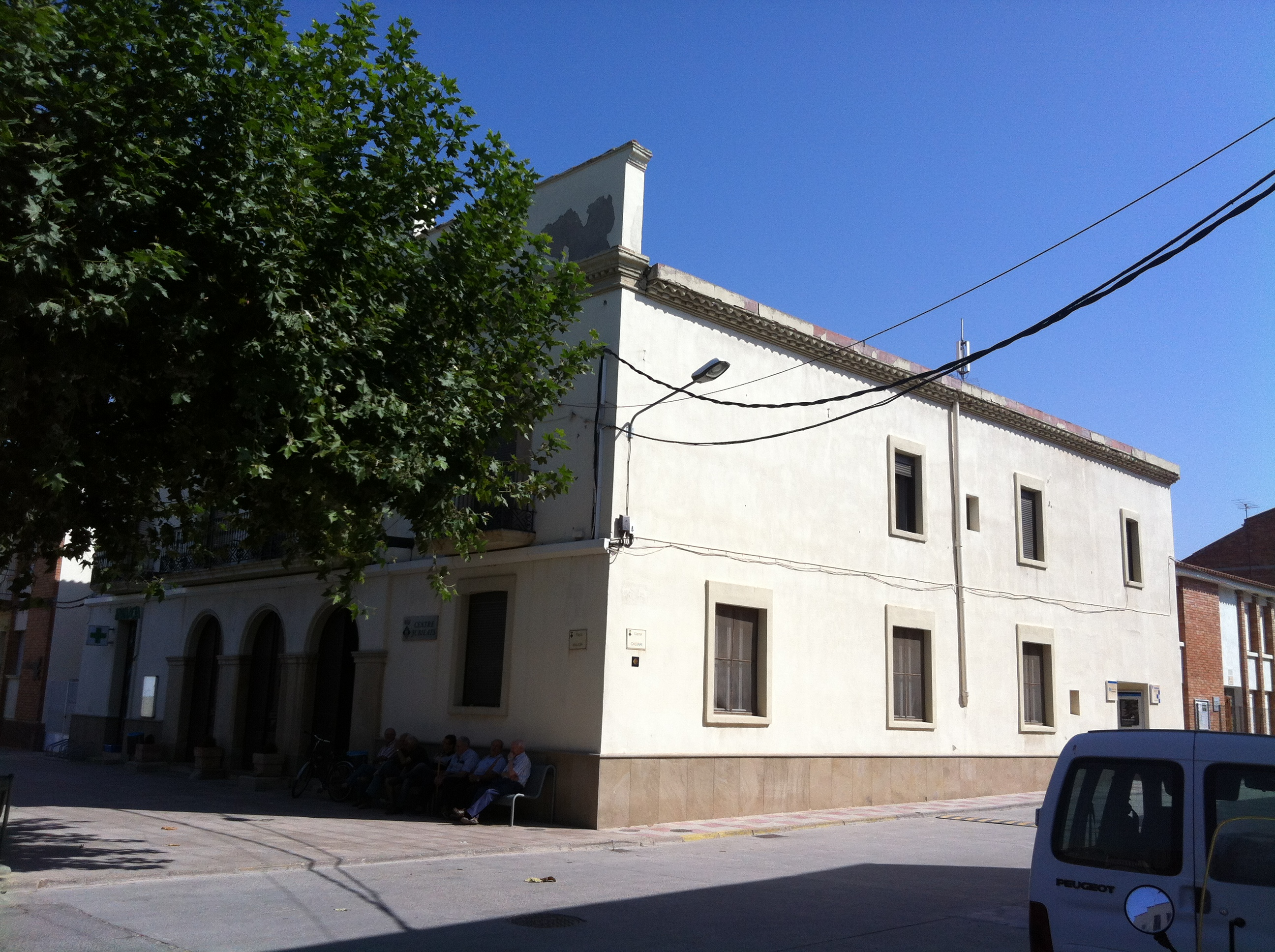
Rathaus

- Johannes-der-Täufer-Kirche
- Rathaus